# جاوااسکریپت محجوب
جاوااسکریپت غیر دست و پاگیر (یا محجوب) یک راهبرد اسکریپت‌نویسی است که هر عبارت جاوااسکریپت را که در تگ <body> قرار گیرد، نادرست می‌داند؛ خواه مقدار یک مشخصه (مانند onclick) یا یک بلوک اسکریپت باشد. دلیل این نامگذاری این است که در این رویکرد، با جداسازی عملکرد صفحه (عبارت‌های جاوااسکریپت) از ساختار آن سعی شده تا جاوااسکریپت بر سر راه توسعه و تغییر ساختار صفحه قرار نگیرد (دست و پاگیر نباشد).
به همان دلایلی که جداسازی ظاهر از ساختار موردنظر است، جداسازی رفتار از ساختار نیز مفید است.
به شکل ایده‌آل صفحات HTML باید به گونه‌ای ساخته شوند، به گونه‌ای که ظاهر و رفتار در فضای مشخص مربوط به خود قرار گیرند. این راهبرد که به جاوااسکریپت محجوب معروف است، توسط مبتکران jQuery معرفی شد و امروزه در تمام کتابخانه‌های اصلی جاوااسکریپت مدنظر قرار گرفته است و به نویسندگان صفحات این امکان را می‌دهد که از این جداسازی مفید استفاده نمایند. همزمان با محبوبیت یافتن این راهبرد، هستهٔ jQuery بهبود یافت تا تولید جاوااسکریپت محجوب را سهولت ببخشد.